# Black M
Black Monkey или Black Mesrimes (настоящее имя Альфа́ Дьялло́, фр. Alpha Diallo родился 27 декабря 1984 года в Париже, Франция) — французский певец и рэпер гвинейского происхождения. Известен как участник группы Sexion d'Assaut, а также своими сольными работами и сотрудничеством с различными исполнителями. В 2014 году выпустил свой первый сольный альбом Les yeux plus gros que le monde.
Псевдоним Mesrimes является ссылкой на французского преступника Жака Мерине, известного как «Враг государства № 1», «Человек с сотней лиц» и противник французского истеблишмента.

## Биография
Альфа Диалло, более известный под своим сценическим именем Black Mesrimes или чаще Black M, вырос в скромной семье эмигрантов из Африки в VII и XIII округах Парижа. Начал писать свои песни ещё будучи подростком и в возрасте 18 лет, после прослушивания на студии, получил предложение присоединиться к группе Sexion d'Assaut.
В 2006 году Black M выпустил альбом Bakry & Black Mesrimes presente Le Pact, записанный совместно с рэпером Bakry. В 2013 году он выпустил сингл с композицией Ailleurs, позднее включённую в его первый официальный сольный студийный альбом под названием Les yeux plus gros que le monde, вышедший в 2014 году. Позже он переиздал альбом с 8 дополнительными треками, переименовав в Le monde plus gros que mes yeux.
Black M часто использует в своих произведениях панчлайны, сленг и ономатопеическую лексику.
Первый сольный альбом Black M был относительно хорошо встречен прессой и продан в количестве 530 000 копий к декабрю 2014 года, получив сертификацию как «алмазный диск». В мае 2014 года его сингл Sur ma route занял 1-е место по продажам во Франции. Альбом стал платиновым. 8 сентября он выпустил видео на ещё один сингл La légende Black, записанный совместно с Dr. Beriz.
В 2016 году Black M вступил в объединение артистов и общественных деятелей Les Enfoirés.

## Дискография

### Альбомы
- 2014 — Les Yeux plus gros que le monde
- 2014 — Le Monde plus gros que mes yeux
- 2016 — Eternel insatisfait
- 2019 — Il Etait Une Fois

### Концертные альбомы
- 2015 — Les Yeux plus gros que l'Olympia (CD + DVD live)

### Синглы
- Ailleurs
- Spectateur
- Mme Pavoshko
- À force d'être
- Sur ma route
- Qataris
- La légende Black
- Je ne dirai rien
- Je garde le sourire
- On s'fait du mal
- C'est tout moi
- Foutue mélodie
- Black Shady Part
- Le Prince Aladin с Кев Адамс (2015)
- l'Éternel insatisfait (2016)

### Совместные альбомы

#### С Sexion d'Assaut
- 2006 — La terre du milieu 78 fail
- 2008 — Le Renouveau
- 2008 — Les Chroniques du 75 vol. 1
- 2009 — L'Écrasement de tête
- 2010 — L'École des points vitaux
- 2011 — En attendant L'Apogée: les Chroniques du 75
- 2012 — L'Apogée

#### С Wati B
- 2013 — Les Chroniques du Wati Boss vol. 1
- 2014 — Les Chroniques du Wati Boss vol. 2

#### С Bacry
- 2005 — Le Pacte

## Клипы
- Веб-серии до выхода альбома Les Yeux plus gros que le monde:
  - 2013 — Les Yeux plus gros que Beriz
  - 2013 — Les Yeux plus gros que le rap français
  - 2014 — Les Yeux plus gros que l'an 2014
  - 2014 — Les Yeux plus gros que Youssoupha
- 2014 — Nos chers voisins
- 2015 — Silex and the City, с Jul и Sexion Lascaux

## Награды
- Trace Urban Music Awards 2014 — Лучший клип Sur ma route
- NRJ Music Awards 2014 — Клип года Mme Pavoshko
- Prix Talents W9 2015 — Специальный приз публики
- MTV Europe Music Awards 2015 — Лучший французский артист
- Kids Choice Awards 2016 — Самый любимый французский музыкальный исполнитель (фр. Artiste Musical Français Préféré)